# Gino Beltrame
Gino Beltrame (Udine, 6 luglio 1902 – Udine, 13 ottobre 1973) è stato un politico e partigiano italiano.

## Biografia
Eletto nelle file del Partito Comunista Italiano dalla I Legislatura alla III Legislatura, dal 1948 al 1963.
È stato membro attivo della Resistenza, ed esponente della Repubblica partigiana della Carnia, con il nome di "Emilio".